# Pascale Schnider
Pascale Schnider (coneguda també com a Pascale Iavarone-Schnider) (Flühli, cantó de Lucerna, 18 d'octubre de 1984) és una ciclista suïssa professional del 2006 al 2012. Va combinar la carretera amb el ciclisme en pista

## Palmarès en pista
- 2005
  -  Campiona d'Europa sub-23 en Scratch
- 2010
  -  Campiona de Suïssa en Òmnium
- 2011
  -  Campiona de Suïssa en Òmnium

## Palmarès en ruta
- 2008
  - 1a a l'Open de Suède Vårgårda TTT
- 2010
  -  Campiona de Suïssa en contrarellotge
- 2011
  -  Campiona de Suïssa en ruta
  -  Campiona de Suïssa en contrarellotge
  - 1a al Tour de Berna